# Cun cút phao câu đen
Turnix hottentottus là một loài chim trong họ Turnicidae.